# 2008年北京オリンピックのマレーシア選手団
2008年北京オリンピックのマレーシア選手団（2008ねんペキンオリンピックのマレーシアせんしゅだん）は、2008年8月8日から8月24日にかけて中国の北京を主として開催された2008年北京オリンピックのマレーシア選手団、およびその競技結果。

## 概要
今大会は銀メダル1個を獲得した。

## メダル
| メダル | 選手名             | 競技         | 種目           |
| ------ | ------------------ | ------------ | -------------- |
| 銀     | リー・チョンウェイ | バドミントン | 男子シングルス |

## 種目別選手

### バドミントン
- リー・チョンウェイ(バドミントン男子シングルス)
- ウォン・チューハン(バドミントン男子シングルス)
- チューン・タンフック、リー・ワン・ワー(バドミントン男子ダブルス)
- クー・キンキット、タン・ブンホン(バドミントン男子ダブルス)
- シェ・シャンファン(バドミントン女子シングルス)
- チャン・ジェウェン、ウォン・ペイティ(バドミントン女子ダブルス)